# جیجاق گردن‌نقره‌ای
جیجاق گردن‌نقره‌ای(نام علمی: Cyanolyca argentigula) نام یک گونه از سرده کبودجیجاق‌های کوچک است.